# Empis flava
Empis flava är en tvåvingeart som beskrevs av Müller 1764. Empis flava ingår i släktet Empis och familjen dansflugor.
Artens utbredningsområde är Danmark. Inga underarter finns listade i Catalogue of Life.